# Barbara Strachey
Barbara Strachey (* 17. Juli 1912; † 15. Oktober 1999 in Oxford) war eine britische BBC-Mitarbeiterin und Autorin.
Sie war die ältere Schwester von Christopher Strachey, einem britischen Informatiker.
Bekannt wurde sie durch ihre Arbeit an dem Buch Frodos Reisen, einem Atlas, der in J.R.R. Tolkiens’ Fantasiewelt Mittelerde angesiedelt ist und auf 50 Karten die Reise des Hobbits Frodo Beutlin und seiner Begleiter detailliert aufzeichnet.

## Schriften
- 1982 Frodos Reisen, dtv bei Klett-Cotta. ISBN 9783608950069